# Giuseppe Maria Tron
Giuseppe Maria Tron (1799) di nobile famiglia piemontese, fu fabbricante di stoffe e mercante della seta, ambasciatore e banchiere della Real Corte di Torino e membro della società Agraria di Torino (Kgu) 1791.

## Attività bancaria
Nel 1831, all'inizio del regno di Carlo Alberto la realtà creditizia piemontese era alquanto limitata; in tutto il Piemonte comprendeva la Cassa de’ censi, la Compagnia di San Paolo (che concedeva mutui nel settore agricolo e nelle costruzioni edili), alcuni Monti di pietà; completavano il quadro i banchieri privati, in buona parte mercanti-banchieri e banchieri-setaioli. Le due case bancarie private di una certa importanza erano “Barbaroux e Tron” e “Nigra e Fratelli e Figli” che si fregiavano del titolo di Banchiere della Real Corte.
La Corte Reale di Torino credette opportuno avere una cassa di riserva di cui fondi non potessero essere impiegati che in spese straordinarie ed urgenti per la sicurezza dello Stato. Il danaro fu procurato per mezzo di un prestito di ventisette milioni di lire che fu fatto al cinque per cento con la Casa bancaria di Torino "Barbarono e Tron".
Secondo lo stile del tempo, fu fissato un fondo dell'uno per cento per estinguere il debito in trentasei anni.

## Palazzi e tenute
- Egli fu anche il proprietario della Villa del Gibellino (nome di antica famiglia del novarese). Durante l'invasione napoleonica egli riuscì a mantenere il possesso sulle sue proprietà e soltanto successivamente decise di vendere il poco produttivo Gibellino a Giovanni Antonio Bono; la carta del catasto napoleonico (1806) mostra infatti una villa residenziale a corte chiusa circondata da un enorme parco che si estendeva dalla cascina Morozzo alla Calcaterra.